# Race of Champions
Race of Champions (Wyścig Mistrzów) – międzynarodowe wydarzenie z dziedziny sportów motorowych organizowane pod koniec każdego roku z udziałem kierowców wyścigowych i rajdowych z całego świata.

## Historia
Pierwszy Wyścig Mistrzów odbył się w 1988 roku, a jego organizatorami byli Michèle Mouton i Fredrik Johnson. Wyścig miał na celu upamiętnienie śmierci kierowcy rajdowego Henri Toivonena oraz jego pilota, Sergio Cresto, którzy zginęli 2 maja 1986 podczas 30. Rajdu Korsyki.
Każdego roku w trakcie Wyścigu wyłaniany jest indywidualny zwycięzca, który otrzymuje Puchar Henri Toivonena oraz tytuł Mistrza Mistrzów (Champion of Champions). Dodatkowo, w 1999 roku wprowadzono Puchar Narodów (Nations Cup), w którym biorą udział reprezentacje poszczególnych państw. Każde państwo reprezentuje jeden kierowca rajdowy i jeden kierowca wyścigowy (do 2003 roku zespoły składały się z 3 kierowców). Kierowcy wyścigowi pochodzą zazwyczaj z takich serii wyścigowych jak Formuła 1, NASCAR, Champ Car czy IRL. Zdarza się również, że kierowcy wyścigowi, którzy mają doświadczenie rajdowe, reprezentują swoje państwo jako kierowcy rajdowi. Tak było w przypadku kierowcy NASCAR Jimmiego Johnsona, który w 2002 i 2004 roku reprezentował Stany Zjednoczone właśnie jako kierowca rajdowy.
W latach 2004–2006 Wyścig Mistrzów odbywał się w Paryżu na stadionie Stade de France. 17 grudnia 2006 ogłoszono, że w latach 2007–2009 Race of Champions odbywać się będzie w Londynie na nowym stadionie Wembley, jednak ostatecznie na stadionie tym rozegrano dwie edycje RoC. W 2009 roku miejsce rozgrywania Wyścigu zmieniono na Stadion Narodowy w Pekinie.

## Race of Champions 2004
Race of Champions w 2004 roku odbył się 6 grudnia i po raz pierwszy został zorganizowany we Francji na stadionie Stade de France.
Tytuł Mistrza Mistrzów zdobył Heikki Kovalainen, a nagroda Nations Cup trafiła do reprezentacji Francji, w skład której wchodzili Sébastien Loeb oraz Jean Alesi.
Podczas Race of Champions 2004 zorganizowano ponadto specjalną konkurencję, World Champions Challenge (pojedynek Mistrzów Świata), która została rozegrana pomiędzy Michaelem Schumacherem a Sébastienem Loebem (obaj zdobyli w 2004 roku mistrzostwa w swoich seriach wyścigowych). Zwycięzcą pojedynku został Schumacher.
Lista startowa kierowców:
| Państwo / Zespół           | Kierowca wyścigowy | Kierowca rajdowy  |
| -------------------------- | ------------------ | ----------------- |
| Brazylia                   | Felipe Massa       | Tony Kanaan       |
| Finlandia                  | Heikki Kovalainen  | Marcus Grönholm   |
| Francja                    | Jean Alesi         | Sébastien Loeb    |
| Francja (Team PlayStation) | Sébastien Bourdais | Stéphane Sarrazin |
| Niemcy                     | Michael Schumacher | Armin Schwarz     |
| Wielka Brytania            | David Coulthard    | Colin McRae       |
| Szwecja                    | Kenny Bräck        | Mattias Ekström   |
| Stany Zjednoczone          | Casey Mears*       | Jimmie Johnson    |

* Casey Mears zastąpił Jeffa Gordona, który nie mógł wziąć udziału w Wyścigu z powodu grypy.

## Race of Champions 2005
Race of Champions 2005 odbył się 3 grudnia na Stade de France w Saint-Denis.
Tytuł Mistrza Mistrzów zdobył Sébastien Loeb po tym, jak Tom Kristensen rozbił się w trakcie finału. Puchar Narodów zdobyli Mattias Ekström i Tom Kristensen reprezentujący państwa skandynawskie.
W 2005 roku podczas Wyścigu po raz pierwszy użyto Porsche 911 GT3, które zastąpiło dotychczas używane Ferrari 360, a także Renault Mégane, które obok Citroëna Xsary WRC i tzw. "ROC Buggy" stało się nowym samochodem do współzawodnictwa.
Lista startowa kierowców:
| Państwo / Zespół           | Kierowca wyścigowy | Kierowca rajdowy     |
| -------------------------- | ------------------ | -------------------- |
| Francja                    | Jean Alesi         | Sébastien Loeb       |
| Stany Zjednoczone          | Jeff Gordon        | Travis Pastrana      |
| Wielka Brytania            | David Coulthard    | Colin McRae          |
| Finlandia                  | Heikki Kovalainen  | Marcus Grönholm      |
| Brazylia                   | Felipe Massa       | Nelson Ângelo Piquet |
| Skandynawia                | Tom Kristensen     | Mattias Ekström      |
| Benelux                    | Christijan Albers  | Francois Duval       |
| Francja (Team PlayStation) | Sébastien Bourdais | Stéphane Peterhansel |
| Niemcy                     | Bernd Schneider    | Armin Schwarz        |
| Wildcard – ROC             | Dan Wheldon        | Dani Sordo           |

## Race of Champions 2006
Race of Champions 2006 odbył się 16 grudnia na Stade de France w podparyskim Saint-Denis.
Zdobywcą Pucharu Narodów została reprezentacja Finlandii dzięki zwycięstwu Heikki Kovalainena, który pokonał w finale Travisa Pastranę z zespołu Stanów Zjednoczonych. Partnerem zespołowym Kovalainena był dwukrotny zwycięzca Rajdowych Mistrzostw Świata Marcus Grönholm, natomiast w zespole USA Pastrana musiał samodzielnie pokonać wszystkie rundy, ponieważ jego partnerzy, Jimmie Johnson, a następnie Scott Speed, który został wyznaczony w jego miejsce, z przyczyn zdrowotnych nie mogli wziąć udziału w Wyścigu.
Tytuł Mistrza Mistrzów zdobył Mattias Ekström ze Szwecji, który w półfinale pokonał Kovalainena o 0,0002 sekundy, a następnie w finale broniącego tytułu Sébastiena Loeba z Francji.
Lista startowa kierowców:
| Państwo           | Kierowca wyścigowy | Kierowca rajdowy     |
| ----------------- | ------------------ | -------------------- |
| Francja           | Sébastien Bourdais | Sébastien Loeb       |
| Francja II        | Yvan Muller        | Stéphane Peterhansel |
| Stany Zjednoczone | brak*              | Travis Pastrana      |
| Anglia            | James Thompson**   | Andy Priaulx         |
| Finlandia         | Heikki Kovalainen  | Marcus Grönholm      |
| Skandynawia       | Tom Kristensen     | Mattias Ekström      |
| Szkocja           | David Coulthard    | Colin McRae          |
| Niemcy            | Bernd Schneider    | Armin Schwarz        |
| Hiszpania         | Nani Roma          | Dani Sordo           |

* Jimmie Johnson, a następnie wyznaczony na jego miejsce Scott Speed z przyczyn zdrowotnych nie mogli wziąć udziału w Wyścigu.
** James Thompson został wyznaczony w miejsce Jensona Buttona, który doznał złamania dwóch żeber.

## Race of Champions 2007
Race of Champions w 2007 roku odbył się 16 grudnia na stadionie Wembley w Londynie.
Puchar Narodów zdobyła reprezentacja Niemiec, w skład której wchodzili Michael Schumacher i Sebastian Vettel, natomiast tytuł Mistrza Mistrzów zdobył po raz drugi z rzędu Szwed Mattias Ekström.
Lista startowa kierowców:
| Państwo           | Kierowca wyścigowy | Kierowca rajdowy |
| ----------------- | ------------------ | ---------------- |
| Anglia            | Jenson Button      | Andy Priaulx     |
| Szkocja           | David Coulthard    | Alister McRae    |
| Niemcy            | Michael Schumacher | Sebastian Vettel |
| Skandynawia       | Tom Kristensen     | Mattias Ekström  |
| Stany Zjednoczone | Jimmie Johnson     | Travis Pastrana  |
| Finlandia         | Heikki Kovalainen  | Marcus Grönholm  |
| Norwegia          | Petter Solberg     | Henning Solberg  |
| Francja           | Sébastien Bourdais | Yvan Muller      |

## Race of Champions 2008
Race of Champions w 2008 roku odbył się 14 grudnia na stadionie Wembley w Londynie.
Puchar Narodów obronili zwycięzcy z poprzedniego roku, Michael Schumacher i Sebastian Vettel (reprezentacja Niemiec), natomiast tytuł Mistrza Mistrzów po raz trzeci w karierze zdobył Rajdowy Mistrz Świata, Sébastien Loeb.
Lista startowa kierowców:
| Państwo / Zespół                 | Kierowcy           | Kierowcy         |
| -------------------------------- | ------------------ | ---------------- |
| Niemcy                           | Michael Schumacher | Sebastian Vettel |
| Wielka Brytania (Team Autosport) | Jenson Button      | Andy Priaulx     |
| ROC Allstar                      | Jaime Alguersuari* | Troy Bayliss     |
| Francja                          | Yvan Muller        | Sébastien Loeb   |
| Skandynawia                      | Tom Kristensen     | Mattias Ekström  |
| Stany Zjednoczone                | Carl Edwards       | Tanner Foust**   |
| Wielka Brytania (Team F1 Racing) | David Coulthard    | Jason Plato      |
| Irlandia                         | Adam Caroll        | Gareth MacHale   |

* Zastąpił Marka Webbera, kontuzjowanego w wypadku na rowerze.
** Zastąpił kontuzjowanego w wypadku motocyklowym Travisa Pastranę.

## Race of Champions 2010
Race of Champions w 2010 roku odbył się w dniach 27–28 listopada na stadionie ESPRIT arena w Düsseldorfie.
Lista startowa kierowców:
| Państwo / Zespół  | Kierowcy           | Kierowcy          |
| ----------------- | ------------------ | ----------------- |
| Skandynawia       | Tom Kristensen     | Heikki Kovalainen |
| Francja           | Sébastien Loeb     | Alain Prost       |
| Niemcy            | Michael Schumacher | Sebastian Vettel  |
| Portugalia        | Filipe Albuquerque | Álvaro Parente    |
| Wielka Brytania   | Andy Priaulx       | Jason Plato       |
| Stany Zjednoczone | Travis Pastrana    | Carl Edwards      |

## Zwycięzcy Race of Champions
| Rok  | Lokalizacja          | Champion of Champions | Nations Cup          | Nations Cup                                   |
| Rok  | Lokalizacja          | Champion of Champions | Państwo / Zespół     | Skład                                         |
| ---- | -------------------- | --------------------- | -------------------- | --------------------------------------------- |
| 1988 | Montlhéry            | Juha Kankkunen        |                      |                                               |
| 1989 | Nürburg              | Stig Blomqvist        |                      |                                               |
| 1990 | Barcelona            | Stig Blomqvist        |                      |                                               |
| 1991 | Madryt               | Juha Kankkunen        |                      |                                               |
| 1992 | Gran Canaria         | Andrea Aghini         |                      |                                               |
| 1993 | Gran Canaria         | Didier Auriol         |                      |                                               |
| 1994 | Gran Canaria         | Didier Auriol         |                      |                                               |
| 1995 | Gran Canaria         | François Delecour     |                      |                                               |
| 1996 | Gran Canaria         | Didier Auriol         |                      |                                               |
| 1997 | Gran Canaria         | Carlos Sainz          |                      |                                               |
| 1998 | Gran Canaria         | Colin McRae           |                      |                                               |
| 1999 | Gran Canaria         | Didier Auriol         | Finlandia            | Tommi Mäkinen JJ Lehto Kari Tiainen           |
| 2000 | Gran Canaria         | Tommi Mäkinen         | Francja              | Regis Laconi Yvan Muller Gilles Panizzi       |
| 2001 | Gran Canaria         | Harri Rovanperä       | Hiszpania            | Jesus Puras Ruben Xaus Fernando Alonso        |
| 2002 | Gran Canaria         | Marcus Grönholm       | Stany Zjednoczone    | Jimmie Johnson Jeff Gordon Colin Edwards      |
| 2003 | Gran Canaria         | Sébastien Loeb        | All–Stars            | Fonsi Nieto Cristiano da Matta Gilles Panizzi |
| 2004 | Saint-Denis          | Heikki Kovalainen     | Francja              | Jean Alesi Sébastien Loeb                     |
| 2005 | Saint-Denis          | Sébastien Loeb        | Skandynawia          | Tom Kristensen Mattias Ekström                |
| 2006 | Saint-Denis          | Mattias Ekström       | Finlandia            | Heikki Kovalainen Marcus Grönholm             |
| 2007 | Londyn               | Mattias Ekström       | Niemcy               | Michael Schumacher Sebastian Vettel           |
| 2008 | Londyn               | Sébastien Loeb        | Niemcy               | Michael Schumacher Sebastian Vettel           |
| 2009 | Pekin                | Mattias Ekström       | Niemcy               | Michael Schumacher Sebastian Vettel           |
| 2010 | Düsseldorf           | Filipe Albuquerque    | Niemcy               | Michael Schumacher Sebastian Vettel           |
| 2011 | Düsseldorf           | Sébastien Ogier       | Niemcy               | Michael Schumacher Sebastian Vettel           |
| 2012 | Bangkok              | Romain Grosjean       | Niemcy               | Michael Schumacher Sebastian Vettel           |
| 2014 | Bushy Park           | David Coulthard       | Kraje nordyckie      | Tom Kristensen Petter Solberg                 |
| 2015 | Londyn               | Sebastian Vettel      | Anglia 1             | Jason Plato Andy Priaulx                      |
| 2016 | Wyścig nie odbył się | Wyścig nie odbył się  | Wyścig nie odbył się | Wyścig nie odbył się                          |
| 2017 | Miami                | Juan Pablo Montoya    | Niemcy               | Sebastian Vettel                              |
| 2018 | Rijad                | David Coulthard       | Niemcy               | Timo Bernhard René Rast                       |
| 2019 | Meksyk               | Benito Guerra Jr.     | Skandynawia          | Johan Kristoffersson Tom Kristensen           |